# 倫太保險
倫太保險股份有限公司，（London & Pacific Insurance Co Berhad，現在為Lonpac Insurance Berhad）曾是港交所作第二上市，除牌當時0197.HK，主要業務各類行業保險銷售產品。也是吉隆坡證券交易所上市，是在1962年成立，但由於香港交投欠佳，最後撤銷上市為1995年10月25日，1997年成為吉隆坡證券交易所主板上市，現在由倫太保險資本股份有限公司（LPI Capital Berhad）取代。
大眾銀行創辦人鄭鴻標為本公司主席。

## 外部連結
- 倫太保險